# Laila (Mika Singh)
Laila è un brano musicale del film di Bollywood Shootout at Wadala, cantato da Mika Singh, con musiche di Anu Malik e Anand Raaj Anand, pubblicato il 28 aprile 2013.